# Surniinae

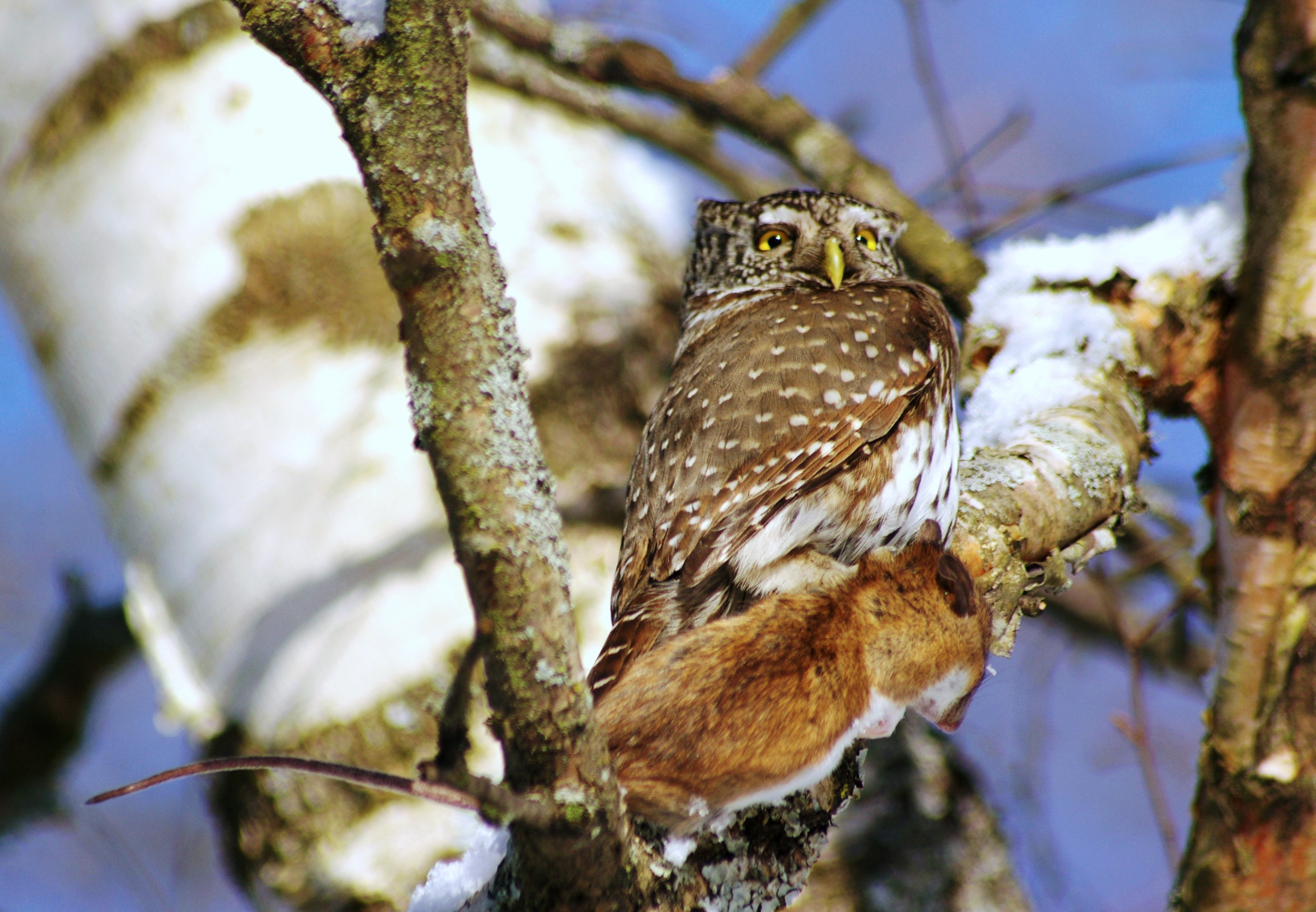
Európai törpekuvik (Glaucidium passerinum)

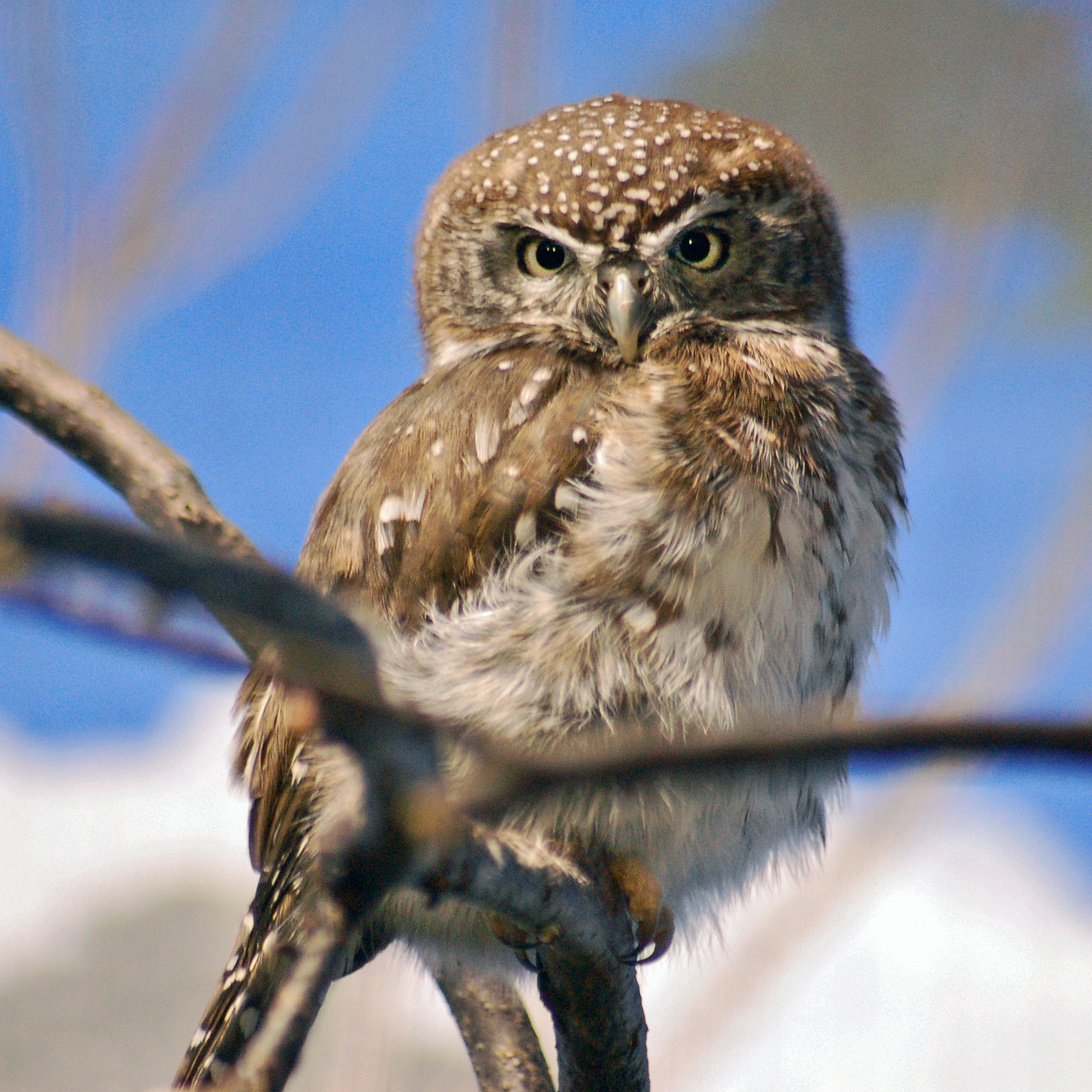
Gyöngyös törpekuvik (Glaucidium perlatum)

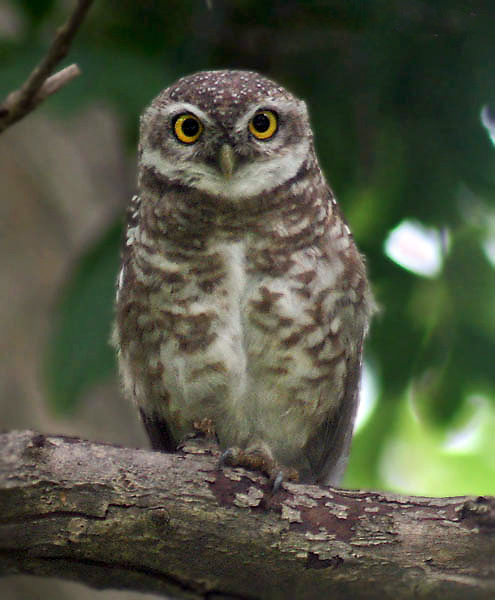
Brama kuvik (Athene brama)

A Surniinae a madarak osztályának bagolyalakúak (Strigiformes) rendjébe és bagolyfélék (Strigidae) családjába tartozó alcsalád.
A Ninox, Uroglaux és a Sceloglaux nemet áthelyezték, az új alcsalád neve Ninoxinae.

## Rendszerezés
Az alcsaládba 9 nem és 36 recens és 3 kihalt faj tartozik:
- Xenoglaux (O'Neill & Graves, 1977) – 1 faj
  - pofaszakállas törpekuvik (Xenoglaux loweryi)

- Micrathene (Coues, 1866) – 1 faj
  - tündérbaglyocska (Micrathene whitneyi)

- Aegolius (Kaup, 1829) – 4 élő és 1 kihalt faj
  - gatyáskuvik (Aegolius funereus)
  - fűrészbagoly (Aegolius acadicus)
  - Ridgway-bagoly (Aegolius ridgwayi)
  - halványhomlokú bagoly (Aegolius harrisii)
  - bermudai bagoly (Aegolius grady) - kihalt a 17. században

- Athene F.Boie, 1822 – 6 faj
  - erdei kuvik (Athene blewitti)  - a korábban elkülönített madarat manapság visszahelyezték ebbe a madárnembe. A legtöbb korábbi rendszer ezt a fajt Heteroglaux blewitti néven ismerte el és a Heteroglaux nem egyetlen fajaként tartotta számon
  - brama kuvik (Athene brama)
  - üregi bagoly (Athene cunicularia)
  - kuvik (Athene noctua) (Scopoli, 1769)
  - madagaszkári héjabagoly (Athene superciliaris) - korábban a Ninox nembe tartozott Ninox superciliaris névvel
  - Salamon-szigeteki héjabagoly (Athene jacquinoti) - korábban a Ninox nembe tartozott Ninox superciliaris névvel
  - Guadalcanali héjabagoly (Athene granti) (Sharpe, 1888) - korábban a Salamon-szigeteki héjabagoly alfajaként tartották számon.
  - Malaita-szigeti héjabagoly (Athene malaitae) (Mayr, 1931) - korábban a Salamon-szigeteki héjabagoly alfajaként tartották számon.
  - Makira-szigeti héjabagoly (Athene roseoaxillaris) (Hartert, 1929)- korábban a Salamon-szigeteki héjabagoly alfajaként tartották számon.

- Smithiglaux – 2 faj
  - fokföldi törpekuvik (Smithiglaux capense vagy Glaucidium capense)
  - Albertine-törpekuvik (Smithiglaux albertinum vagy Glaucidium albertinum)

- Taenioglaux – 4 faj
  - kakukkhangú törpekuvik (Taenioglaux cuculoides vagy Glaucidium cuculoides)
  - trillázó törpekuvik (Taenioglaux castanopterum vagy Glaucidium castanopterum)
  - dzsungel törpekuvik (Taenioglaux radiatum vagy Glaucidium radiatum)
  - gesztenyebarnahátú törpekuvik (Taenioglaux castanonotum vagy Glaucidium castanonotum)

- Surnia (Dumeril, 1805) – 1 faj
  - karvalybagoly (Surnia ulula)

- Glaucidium (Boie, 1826) – 21 faj
  - perui törpekuvik (Glaucidium peruanum)
  - európai törpekuvik (Glaucidium passerinum)
  - fürjbagoly (Glaucidium brodiei)
  - vörösmellű törpekuvik (Glaucidium tephronotum)
  - pompás törpekuvik (Glaucidium sjostedti)
  - hegyi törpekuvik (Glaucidium gnoma)
  - kubai törpekuvik (Glaucidium siju)
  - Costa Rica-i törpekuvik (Glaucidium costaricanum)
  - cloud erdei törpekuvik (Glaucidium nubicola)
  - andoki törpekuvik (Glaucidium jardinii)
  - Yuncas-törpekuvik (Glaucidium bolivianum)
  - szubtrópusi törpekuvik (Glaucidium parkeri)
  - amazóniai törpekuvik (Glaucidium hardyi)
  - pernambucoi törpekuvik (Glaucidium mooreorum)
  - parányi törpekuvik (Glaucidium minutissimum)
  - Araukán törpekuvik (Glaucidium nana) máshogy (Glaucidium nanum)
  - közép-amerikai törpekuvik (Glaucidium griseiceps)
  - Tamaulipas törpekuvik (Glaucidium sanchezi)
  - Colima-törpekuvik (Glaucidium palmarum)
  - rozsdás törpekuvik (Glaucidium brasilianum)
  - gyöngyös törpekuvik (Glaucidium perlatum)